# Kazimierz Nycz
Kazimierz Nycz (* 1. února 1950 Stara Wieś) je polský katolický duchovní a teolog, kardinál, od roku 2007 arcibiskup a metropolita varšavský a ordinář pro věřící arménské katolické církve v Polsku. Dříve zastával úřady pomocného biskupa krakovského (1988-2004) a biskupa diecéze Koszalin-Kołobrzeg (2004-2007).
Od prosince 2010 je členem Kongregace pro bohoslužbu a svátosti a Kongregace pro klérus.

## Vyznamenání
- velkodůstojník Řádu za zásluhy, Portugalsko, 1. září 2008[1][2]
- rytíř velkého kříže Rytířského řádu Božího hrobu jeruzalémského[3]